# Johanna Wolf
Johanna Wolf (München, 1 juni 1900 – aldaar, 5 juni 1985) was de hoofdsecretaresse van Adolf Hitler. Wolf begon bij Hitler in de herfst van 1929 als typiste, rond deze tijd werd ze ook lid van de Nazi-partij. Ze bleef Hitlers hoofdsecretaresse tot op de nacht van 21 op 22 april 1945 toen ze het bevel kreeg om uit Berlijn te vluchten. Ze stierf op 5 juni 1985.

## Biografie
Wolf was geboren in München. Van 1922 tot 1928 werkte ze voor Dr. Alexander Glaser. Daarna werkte ze voor Gregor Strasser in het Gau hoofdkwartier van de Nazi-partij. In de herfst van 1929 begon ze als typiste in het secretariaat van Hitler. Rond deze tijd werd zo ook lid van de Nazi-partij. Voor 1933 deed ze ook secretariaatswerk voor Rudolf Hess en Wilhelm Brückner, die toen Hitlers adjudant en bodyguard waren.
Wanneer Hitler kanselier werd in januari 1933 werd Wolf senior secretaresse zijn privé kanselarij. Hitler sprak al zijn secretaresses formeel aan met Frau of Fräulein, maar hij noemde hij haar Wölfin door zijn obsessie voor wolven. Wolf en Hitler hadden een nauwe band. Ze was een hevige aanhangster van het Nazi regime en lid van Hitlers entourage. Wolf woonde in de Wolfsschanze nabij Rastenburg. Ze verbleef hier van 1941 tot het laatste keer dat Hitler en zijn staf er bijeen kwamen op 20 november 1944. Wanneer Hitler besloot zich terug te trekken in de Führerbunker in Berlijn op 15 januari 1945, volgde ze hem naar Berlijn. Hiter zou er regelmatig gelunched hebben met Wolf en Christa Schroeder.

### Hitlers laatste dagen
Op 21 april 1945 tijdens de slag om Berlijn beval Hitler, dat ze naar Obersalzberg werd gevlogen met onder anderen Karl-Jesko von Puttkamer, Albert Bormann, Theodor Morell, Hugo Blaschke en Christa Schroeder. De groep verliet Berlijn met verschillende vliegtuigen van de Fliegerstaffel des Führers, het persoonlijke eskadron van Hitler in de volgende drie dagen.

### Gevangenschap
Wolf bleef in Berchtesgaden tot 2 mei hierna ging ze naar het huis van haar moeder in Bad Tölz. Daar werd ze uiteindelijk om 23 mei gearresteerd door Amerikaanse troepen. Samen met Schroeder, bleef ze in gevangenschap tot 14 januari 1948. Na haar vrijlating verhuisde naar Kaufbeuren. Uiteindelijk stief ze op 85-jarige leeftijd op 5 juni 1985 in München.

## Loyaliteit naar Hitler
Ondanks dat ze jaren voor Hitler heeft gewerkt, weigerde ze enige informatie of interviews te geven over Hitler of haar tijd tijdens de oorlog. In de jaren 70 werd haar zelfs een grote som aangeboden om haar memoires te schrijven, wat ze ook weigerde. Ze verklaarde dat het, als "privé" secretaresse van Hitler, haar job was om nooit iets over Hitler te vertellen. Ze was zo loyaal dat ze samen met Hitler wou sterven in de bunker. Uiteindelijk vertrok ze toch omdat Hitler haar vroeg om te vertrekken voor haar 80-jarige moeder. Ze vertrok met de laatste vlucht uit Berlijn. Ze beweerde dat Hitler nooit op de hoogte was geweest van de ernstige zaken die in Duitsland gebeurden onder zijn bewind. Haar fascinatie ging zo ver dat ze beweerde dat veel van deze bevelen waren gegeven zonder Hitlers medeweten.

## Onderscheiding
- Gouden Ereteken van de NSDAP op 30 januari 1938[5]